# Robin Risser
Robin Risser, né le 2 décembre 2004 à Colmar, est un footballeur français qui évolue au poste de gardien de but au RC Lens.

## Biographie

### Débuts et formation
Robin Risser, né le 2 décembre 2004 à Colmar, débute le football en France aux côtés du FC Bennwihr puis le SR Colmar. Il s'engage au RC Strasbourg en 2017. 
Il évolue dans un premier temps avec les équipes jeunes du club alsacien, puis avec l'équipe réserve en National 3, où il dispute un total de 10 matchs pour 4 clean sheet. 

### RC Strasbourg
Le 24 aout 2021, Robin Risser signe son premier contrat professionnel avec son club formateur d'une durée de 3 ans. 
Le 12 mai 2023, Robin Risser prolonge avec le RC Strasbourg jusqu'en 2027.

#### Prêt au Dijon FCO
Le 7 juillet 2023, Robin Risser est prêté sans option d'achat par le RC Strasbourg au Dijon FCO en National. 
Le 11 aout 2023, Risser effectue son premier matchs avec les rouges contre le FC Rouen (match nul 0-0). 
Il disputera un total de 30 matchs pour 8 clean sheet avec le club Côte-d'Oriens.

#### Prêt au Red Star FC
Le 29 novembre 2024, Robin Risser est prêté sans option d'achat par le RC Strasbourg au Red Star FC en Ligue 2 comme joker médical jusqu’à la fin de saison 2024-2025 à la suite de la blessure de Quentin Beunardeau.
Il fait ses débuts pour le Red Star FC, le 6 décembre 2024, lors de la 15e journée de Ligue 2 contre le SC Bastia (match nul 0-0).
Le 3 janvier 2025, lors de la 17e journée de Ligue 2 contre le Rodez AF, Risser réalise son premier clean-sheet avec le Red Star FC (victoire 2-0).

### RC Lens
Le 4 juillet 2025, Robin Risser est transféré au RC Lens pour une somme de trois millions d'euros, il paraphe un contrat de cinq ans avec, soit jusqu'en 2030.
Le 16 août, il dispute son premier match officiel sous les tuniques artésiennes lors de la première journée de Ligue 1 face à l'Olympique lyonnais (défaite 1-0). 

### Parcours en sélection
Robin Risser est international junior français ayant joué pour la France -16 ans, France -18 ans, France -19 ans, France -20 ans et la France espoirs depuis 2019 pour un total de 14 matchs jouées. 
Le 3 juin 2024, Robin est dans la pré-liste de Thierry Henry composée 25 joueurs amenés à disputer le tournoi des Jeux olympiques d'été de 2024, mais le jeune gardien doit déclarer forfait à la suite d'une souffrance au coude.   
En juin 2025, il est sélectionné pour participer à l'Euro espoirs en Slovaquie, suite à des douleurs dorsales l’empêchant d’être à 100%, Robin Risser est contraint de déclarer forfait pour la fin de l’Euro espoirs en Slovaquie avec l’équipe de France espoirs, il est remplacé par Justin Bengui Joao.  

## Statistiques
| Saison                | Club                  | Championnat           | Championnat | Championnat | Championnat | Coupe(s) nationale(s) | Coupe(s) nationale(s) | Coupe(s) nationale(s) | Supercoupe | Supercoupe | Supercoupe | Compétition(s) continentale(s) | Compétition(s) continentale(s) | Compétition(s) continentale(s) | Compétition(s) continentale(s) | France | France | France | Total | Total | Total |
| Saison                | Club                  | Division              | M.          | B.          | P.d.        | M.                    | B.                    | P.d.                  | M.         | B.         | P.d.       | Comp.                          | M.                             | B.                             | P.d.                           | M.     | B.     | P.d.   | M.    | B.    | P.d.  |
| 2021-2022             | RC Strasbourg         | Ligue 1               | -           | -           | -           | -                     | -                     | -                     | -          | -          | -          | -                              | -                              | -                              | -                              | -      | -      | -      | 0     | 0     | 0     |
| 2022-2023             | RC Strasbourg         | Ligue 1               | -           | -           | -           | -                     | -                     | -                     | -          | -          | -          | -                              | -                              | -                              | -                              | -      | -      | -      | 0     | 0     | 0     |
| Sous-total            | Sous-total            | Sous-total            | -           | -           | -           | -                     | -                     | -                     | -          | -          | -          | -                              | -                              | -                              | -                              | -      | -      | -      | 0     | 0     | 0     |
| 2023-2024             | Dijon FCO (prêt)      | National              | 30          | 0           | 0           | -                     | -                     | -                     | -          | -          | -          | -                              | -                              | -                              | -                              | -      | -      | -      | 30    | 0     | 0     |
| Sous-total            | Sous-total            | Sous-total            | 30          | 0           | 0           | -                     | -                     | -                     | -          | -          | -          | -                              | -                              | -                              | -                              | -      | -      | -      | 30    | 0     | 0     |
| 2024-2025             | Red Star (prêt)       | Ligue 2               | 19          | 0           | 0           | -                     | -                     | -                     | -          | -          | -          | -                              | -                              | -                              | -                              | -      | -      | -      | 19    | 0     | 0     |
| Sous-total            | Sous-total            | Sous-total            | 19          | 0           | 0           | -                     | -                     | -                     | -          | -          | -          | -                              | -                              | -                              | -                              | -      | -      | -      | 19    | 0     | 0     |
| 2025-2026             | RC Lens               | Ligue 1               | 1           | 0           | 0           | -                     | -                     | -                     | -          | -          | -          | -                              | -                              | -                              | -                              | -      | -      | -      | 1     | 0     | 0     |
| Sous-total            | Sous-total            | Sous-total            | 1           | 0           | 0           | -                     | -                     | -                     | -          | -          | -          | -                              | -                              | -                              | -                              | -      | -      | -      | 1     | 0     | 0     |
| Total sur la carrière | Total sur la carrière | Total sur la carrière | 50          | 0           | 0           | 0                     | 0                     | 0                     | 0          | 0          | 0          | -                              | 0                              | 0                              | 0                              | 0      | 0      | 0      | 50    | 0     | 0     |

## Palmarès

### Distinctions individuelles
- Nommé quatrième meilleur espoir du RC Strasbourg pour la saison 2024-2025 avec 10% des votes (voté par l'Antre du Racing), remporté par Samuel Amo-Ameyaw.